# 高陽市

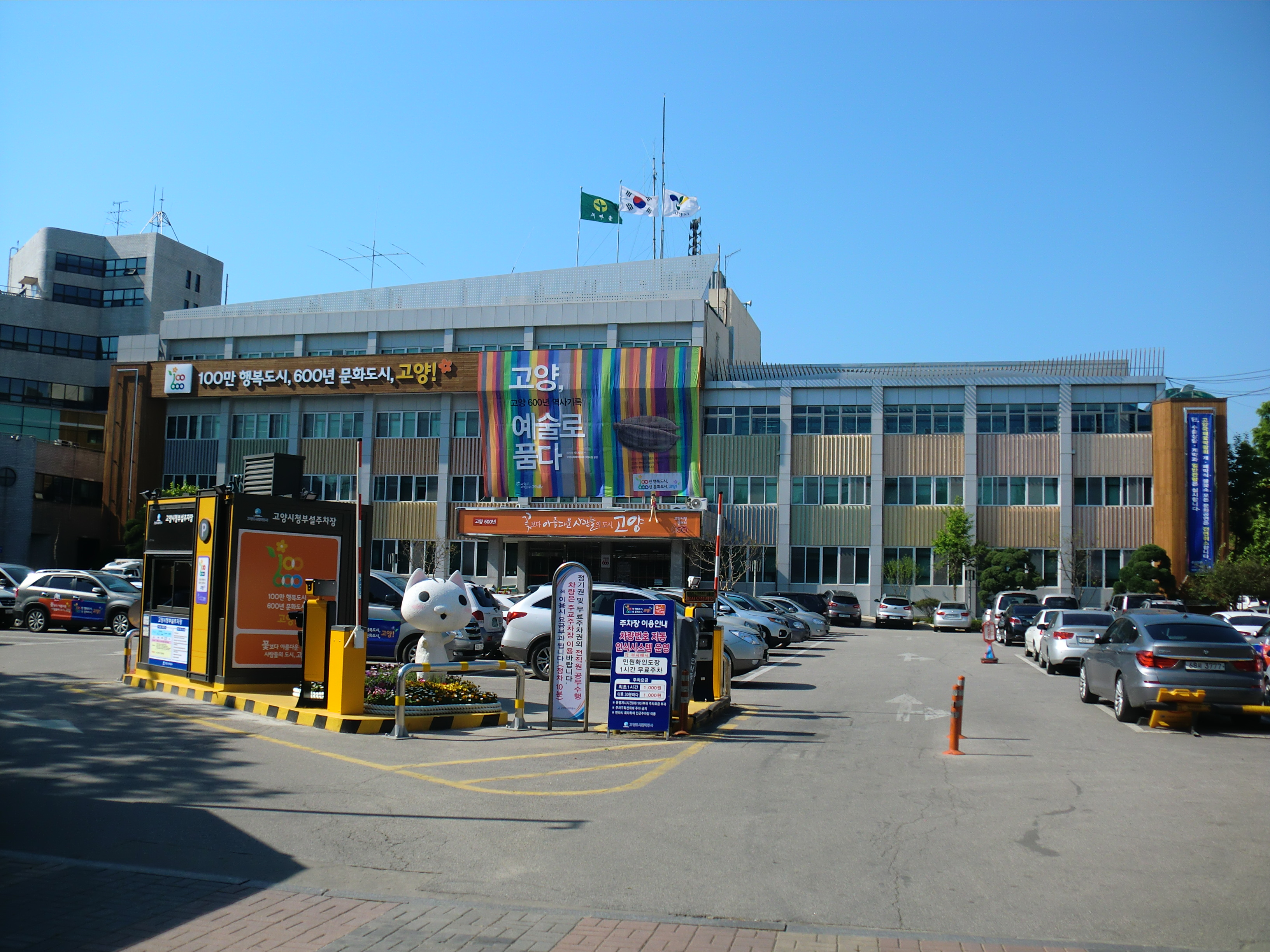
高陽市庁

高陽市 （コヤンし）は、大韓民国京畿道中西部にある市である。 ソウル特別市の北西に隣接し、一山ニュータウンを擁するなどソウル近郊のベッドタウンとしての性格が非常に強い。板門店や軍事境界線に近く、長らく農村であったが、市に昇格した後は都市化している。大韓民国の地方自治法第198条に基づいて特例が適用される特例市に指定されている。

## 地理
- 北東側で楊州市、北西側で坡州市、南東側でソウル特別市と接している。また南西側を漢江が南東から北西方向へと流れ、これを介して金浦市と向かい合っている。
- 北漢山を始め市北東部は山がちの地形となっているが、市域は概ね平地に位置している。

## 沿革
- 高句麗時代は達乙省県・王逢県、統一新羅時代は高峰県・遇王県、高麗時代は徳陽県・高峰県・幸州と呼ばれ、李氏朝鮮時代に高陽郡になった。
- 1895年5月26日 - 漢城府高陽郡
- 1906年9月24日 - 楊州郡から神穴面を編入。[2]
- 1911年4月1日 - 龍山面・漢芝面が京城府に編入。
- 1914年4月1日 - 郡面併合により、高陽郡が京城府延禧面・龍山面・西江面・漢芝面・恩平面・崇信面・仁昌面・豆毛面および楊州郡古楊州面を編入。高陽郡に以下の面が成立。[3]（12面）
  - 龍江面・延禧面・恩平面・崇仁面・纛島面・漢芝面・神道面・知道面・元堂面・碧蹄面・中面・松浦面

| 1914年 | 1914年 | 現在            | 現在 |
| 面     | 里 | 区              | 洞 |
| ------ | --- | --------------- | --- |
| 龍江面 | 汝栗里 | ソウル 永登浦区 | 汝矣島洞 |
| 龍江面 | 玄石里、新水鉄里、旧水鉄里、倉前里、賀中里、新井里、唐人里、阿峴里、孔徳里、新孔徳里、塩里、東幕上里、東幕下里、土亭里、上水溢里、下水溢里 | ソウル 麻浦区   | 玄石洞、新水洞、旧水洞、倉前洞、賀中洞、新井洞、唐人洞、阿峴洞、孔徳洞、新孔徳洞、塩里洞、竜江洞、大興洞、土亭洞、上水洞の一部、上水洞の一部 |
| 延禧面 | 老姑山里、西細橋里、東細橋里、合井里、望遠里、城山里、中里、上岩里、延禧里の一部                                                           | ソウル 麻浦区   | 老姑山洞,、西橋洞、東橋洞、合井洞、望遠洞、城山洞、中洞、上岩洞、延南洞                                                                      |
| 延禧面 | 阿峴北里、大峴里、滄川里、新村里、奉元里、南加佐里、北加佐里、延禧里の一部                                                                 | ソウル 西大門区 | 北阿峴洞、大峴洞、滄川洞、新村洞、奉元洞、南加佐洞、北加佐洞、延禧洞                                                                         |
| 延禧面 | 繒山里、水色里 | ソウル 恩平区   | 繒山洞、水色洞 |
| 恩平面 | 碌磻里、鷹岩里、新寺里、亀山里、駅村里、大棗里、葛峴里、仏光里                                                                             | ソウル 恩平区   | 碌磻洞、鷹岩洞、新寺洞、亀山洞、駅村洞、大棗洞、葛峴洞、仏光洞                                                                               |
| 恩平面 | 弘済内里、弘済外里 | ソウル 西大門区 | 弘済洞、弘恩洞 |
| 恩平面 | 付岩里、弘智里、新営里、旧基里、平倉里 | ソウル 鍾路区   | 付岩洞、弘智洞、新営洞、旧基洞、平倉洞 |
| 崇仁面 | 城北里、安岩里、鍾岩里、貞陵里、長位里、石串里、上月谷里、下月谷里、新設里の一部、弥阿里の一部、敦岩里の一部                               | ソウル 城北区   | 城北洞、安岩洞、鍾岩洞、貞陵洞、長位洞、石串洞、上月谷洞、下月谷洞、普門洞、吉音洞、敦岩洞、東小門洞、三仙洞、東仙洞                         |
| 崇仁面 | 樊里、水踰里、牛耳里、弥阿里の一部 | ソウル 江北区   | 樊洞、水踰洞、牛耳洞、弥阿洞 |
| 崇仁面 | 踏十里の一部、龍踏里の一部 | ソウル 城東区   | 龍踏洞 |
| 崇仁面 | 典農里、清凉里、回基里、徽慶里、里門里、祭基里、新設里の一部、踏十里の一部、龍頭里の一部                                                   | ソウル 東大門区 | 典農洞、清凉里洞、回基洞、徽慶洞、里門洞、祭基洞、新設洞、踏十里洞、龍頭洞                                                                   |
| 纛島面 | 君子里の一部、中谷里の一部 | ソウル 東大門区 | 長安洞の一部 |
| 纛島面 | 華陽里、毛陳里、陵里、雌馬場里、九宜里、広壮里、君子里の一部、中谷里の一部                                                                 | ソウル 広津区   | 華陽洞の一部、陵洞、紫陽洞、九宜洞、広壮洞、君子洞、中谷洞                                                                                   |
| 纛島面 | 面牧里 | ソウル 中浪区   | 面牧洞 |
| 纛島面 | 新川里、蚕室里 | ソウル 松坡区   | 新川洞、蚕室洞 |
| 纛島面 | 松亭里、西纛島里、東纛島里 | ソウル 城東区   | 松亭洞、聖水洞1街、聖水洞2街 |
| 漢芝面 | 豆毛里、水鉄里、新川里、杏堂里、上往十里、馬場里、沙斤里、下往十里の一部                                                                   | ソウル 城東区   | 玉水洞、金湖洞、鷹峰洞、杏堂洞、上往十里洞、馬場洞、沙斤洞、下往十里洞、弘益洞、道詵洞                                                       |
| 漢芝面 | 梨泰院里、芚芝里、東氷庫洞、西氷庫洞、鋳城里、普光洞、漢江洞                                                                               | ソウル 龍山区   | 梨泰院洞、龍山洞、東氷庫洞、西氷庫洞、鋳城洞、普光洞、漢南洞                                                                                 |
| 漢芝面 | 新堂里の一部、新堂里の一部、新堂里の一部、新堂里の一部                                                                                     | ソウル 中区     | 新堂洞、興仁洞、黄鶴洞、舞鶴洞 |
| 神道面 | 旧把撥里、津寛外里、津寛内里 | ソウル 恩平区   | 津寛洞 |
| 神道面 | 梧琴里、紙杻里、三松里、東山洞、龍頭洞、香洞里、徳隠洞、花田里、玄川里、北漢里、孝子里                                                     | 高陽市 徳陽区   | 梧琴洞、紙杻洞、三松洞、東山洞、龍頭洞、香洞洞、徳隠洞、花田洞、玄川洞、北漢洞、孝子洞                                                       |
| 知道面 | 幸州内里、幸州外里、江梅洞、土堂里、花井里、大壮里、内谷里、幸信洞、新坪里                                                                 | 高陽市 徳陽区   | 幸州内洞、幸州外洞、江梅洞、土堂洞、花井洞、大壮洞、内谷洞、幸信洞、新坪洞                                                                   |
| 元堂面 | 新院里、元興里、舟橋里、星沙里、元堂里、道乃里                                                                                             | 高陽市 徳陽区   | 新院洞、元興洞、舟橋洞、星沙洞、元堂洞、道乃洞                                                                                               |
| 元堂面 | 城石里 | 高陽市 一山東区 | 城石洞 |
| 碧蹄面 | 高陽里、大慈里、官山洞、奈遊洞、碧蹄里、仙遊里                                                                                             | 高陽市 徳陽区   | 高陽洞、大慈洞、官山洞、奈遊洞、碧蹄洞、仙遊洞                                                                                               |
| 碧蹄面 | 芝英里、雪門里、文峰里、沙里峴里、食寺里                                                                                                   | 高陽市 一山東区 | 芝英洞、雪門洞、文峰洞、沙里峴洞、食寺洞 |
| 中面   | 獐項里、山黄里、楓里、馬頭里、白石里、一山里の一部                                                                                         | 高陽市 一山東区 | 獐項洞、山黄洞、楓洞、馬頭洞、白石洞、鼎鉢山洞、中山洞                                                                                       |
| 中面   | 一山里、注葉里 | 高陽市 一山西区 | 一山洞、注葉洞 |
| 松浦面 | 九山里、加佐里、大化里、法串里、徳耳里の一部、徳耳里の一部                                                                                 | 高陽市 一山西区 | 九山洞、加佐洞、大化洞、法串洞、徳耳洞、炭峴洞                                                                                               |

- 1936年4月1日 - 京城府拡張に伴い行政区画を調整。（9面）[11][12]
  - 龍江面・漢芝面および崇仁面・延禧面の各一部が京城府に編入。
  - 延禧面の残部が恩平面に編入。
- 1949年8月13日 - 一部をソウル特別市に編入。[13][14]（6面）
  - 崇仁面 → 城北区の一部。
  - 纛島面 → 城東区の一部。
  - 恩平面 → 西大門区の一部。
- 1961年8月7日 - 高陽郡庁がソウル特別市中区から元堂面に移転。[15]
- 1973年7月1日（1邑5面）[16]
  - 神道面の一部がソウル特別市西大門区に編入。
  - 神道面が神道邑に昇格。
- 1979年5月1日 - 元堂面が元堂邑に昇格。[17]（2邑4面）
- 1980年12月1日（4邑2面）[18]
  - 碧蹄面が碧蹄邑に昇格。
  - 中面が一山邑に昇格。
- 1985年10月1日（6邑1面）[19]
  - 知道面が知道邑に昇格。
  - 神道邑の一部を花田邑として分離。
- 1992年2月1日 - 高陽郡が高陽市に昇格。同日、高陽郡と管轄の邑・面（神道邑・元堂邑・碧蹄邑・一山邑・知道邑・花田邑・松浦面）が廃止。[20]
- 1996年3月1日 - 徳陽区・一山区を設置。（2区）
- 2005年5月16日 - 一山区が一山東区・一山西区に分割。（3区）

## 行政

### 警察
- 高陽警察署
- 一山東部警察署
- 一山西部警察署

### 消防
- 高陽消防署
- 一山消防署

## 行政区画

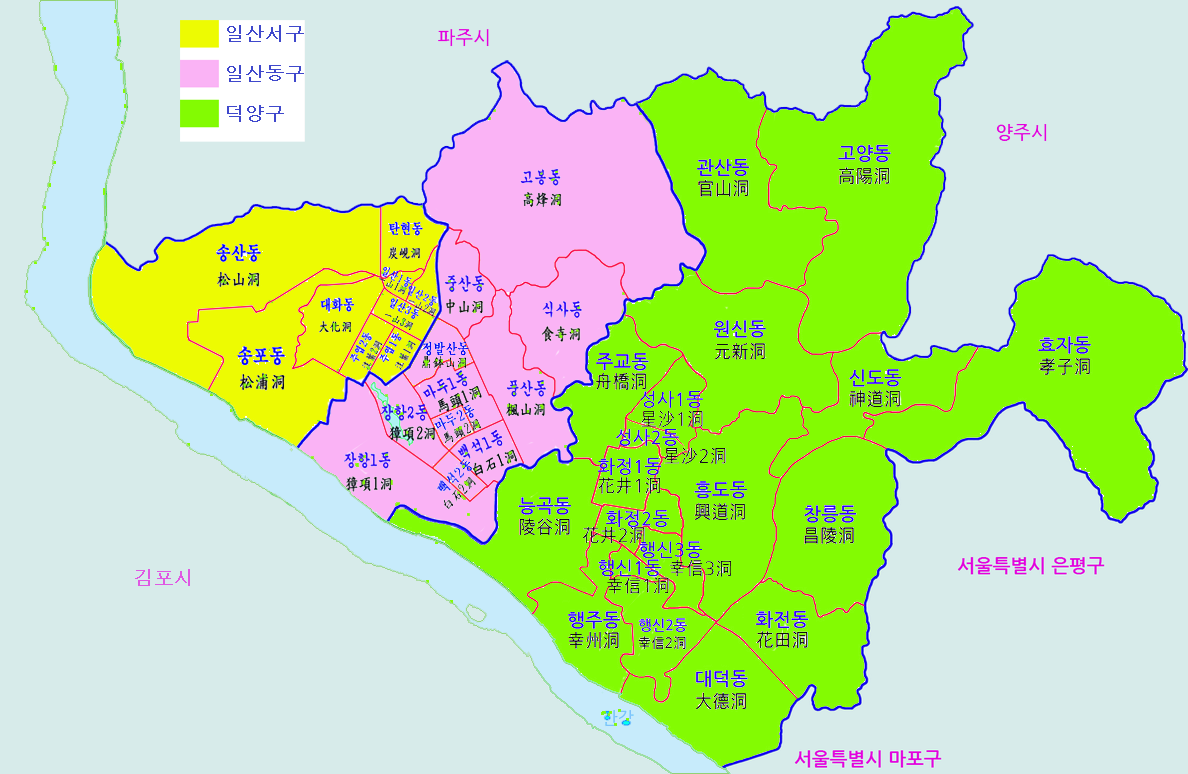
行政区域図

- 徳陽区（トギャンく、緑）
- 一山東区（イルサンドンく、赤）
- 一山西区（イルサンソく、黄）

## 交通

### 鉄道
- 韓国鉄道公社（KORAIL）
  - 京義線：韓国航空大駅 - 江梅駅 - 幸信駅 - 陵谷駅 - 大谷駅 - 谷山駅 - 白馬駅 - 楓山駅 - 一山駅 - 炭峴駅
  - 一山線：大化駅 - 注葉駅 - 鼎鉢山駅 - 馬頭駅 - 白石駅 - 大谷駅 - 花井駅 - 元堂駅 - 元興駅 - 三松駅 - 紙杻駅
  - 郊外線：陵谷駅 - 大谷駅 - 大井駅 - 元陵駅 - 三陵駅 - 碧蹄駅
- ソウル交通公社
  - 3号線：紙杻駅
- 首都圏広域急行鉄道
  - A路線：キンテックス駅 - 大谷駅

幸信駅近辺にKTXの車両基地が存在し、ソウル駅・龍山駅発着列車の一部が幸信駅に乗り入れている。
一山線とソウル交通公社3号線は紙杻駅を経由して相互直通運転を行っており、梧琴駅方面から来た電車の半数が一山線に乗り入れている。
このほか、仁川国際空港鉄道が市内を通るが、同線に駅は設置されていない。

### 高速道路
- ソウル外郭循環高速道路
  - 統一路インターチェンジ - 高陽インターチェンジ - 一山インターチェンジ - 自由路ジャンクション
- 仁川国際空港高速道路
  - 北路ジャンクション

### 国道
- 国道1号
- 国道39号線 (韓国)
- 国道77号

## スポーツ
野球ではこれまでに2011年創設の独立球団である高陽ワンダーズ（2012年〜2014年）、兵役中の選手がプレーした韓国警察庁の警察野球団（2006年〜2019年）、NCダイノスの二軍である高陽ダイノス（2015年〜2018年）が当地を本拠に活動していた。2019年からKBOリーグのキウム・ヒーローズの二軍である高陽ヒーローズが高陽国家代表野球訓練場を本拠地としてKBOフューチャースリーグに参戦している。
バスケットボールではKBLの高陽ソノ・スカイガンナーズが2011年から高陽体育館（高陽ソノ・アリーナ）を本拠地としている。
サッカーではナショナルリーグの高陽KB国民銀行FC（1969年〜1997年、2000年〜2012年）、Kリーグチャレンジの高陽ザイクロFC（2013年〜2016年）、K4リーグの高陽市民FC（2008年〜2022年）、高陽KH FC（2021年〜2022年）、 高陽ハピネスFC（2023年）が本拠地としていたが、いずれも解散。女子サッカーWKリーグの高陽大教ヌンノピ（2011年〜2014年）は利川市に移転しており（後に解散）、長期に渡って存続するクラブが存在しない。

## 姉妹都市
- ヘールフホヴァールト（オランダ）
- チチハル（中国）
- サンバーナーディーノ（アメリカ合衆国）
- 蔚珍郡（大韓民国）
- 函館市（日本）

## 出身者
- 金慧成（野球選手）
- K（歌手）
- ジュンス（歌手）
- ユリ(少女時代)（歌手）
- キュリ(T-ARA)（歌手）
- ウニョク（歌手）
- ソンミン（歌手）
- ジュノ(2PM)（歌手）
- ユン・ドゥジュン(BEAST)（歌手）
- イ・ジョンシン(CNBLUE)（歌手）
- JB(GOT7)（歌手）
- ディオ(D.O.)（歌手、俳優、EXOメンバー[21]）

- Young K(DAY6)（歌手）
- キヒョン(MONSTA X)（歌手）
- ヨノ(VERIVERY)（歌手）
- ジョン・ウヨン(ATEEZ)（歌手）
- B.I(元iKON)（歌手）
- RM(BTS)（歌手）
- ユジュ(GFRIEND)（歌手）
- ユジュ(Cherry Bullet)（歌手）
- チェリン(Cherry Bullet)（歌手）